# Farim
Farim è una città della Guinea-Bissau, capoluogo del settore omonimo e della regione di Oio.

## Geografia
Farim sorge sulla sponda destra del Rio Cacheu, il quale è navigabile fino a questa città. Dista pochi chilometri dal confine con il Senegal.

## Storia
Farim fu fondata nel 1641 dai Portoghesi come presidio fortificato in una regione abitata prevalentemente da Mandinka.
Nel censimento del 1979 aveva 4.468 abitanti. Secondo una stima del 2005 ha una pololazione di 6.792 abitanti.